# Parque Natural Municipal da Muritiba
O Parque Natural Municipal da Muritiba é uma unidade de conservação do município brasileiro de Lençóis, na Chapada Diamantina, região central do estado da Bahia.
Também chamado de "Serrano" (em razão de ser cortado pelo rio Serrano), uma das principais atrações turísticas do Parque é a cachoeira da Primavera, sobretudo por sua proximidade e fácil acesso a partir da cidade, a dois quilômetros na trilha que leva ao Serrano.
Além dessa cachoeira há vários poços com "hidromassagem" natural, o "Mirante de Lençóis", a "Cachoeirinha" e outras quedas d'água, além das formações geológicas que atraem o turismo.
Em 2022 a prefeitura de Lençóis determinou a cobrança de uma taxa de visitação aos turistas ("Taxa de Uso do Patrimônio Ambiental"), havendo antes disso realizado audiência pública para delimitar o uso do local em seus mais variados aspectos socioambientais. A ação, dentro de um plano emergencial, tinha por finalidade elaborar um plano para o uso da área, monitoramento da ocupação irregular, controle de animais domésticos, destinação dos resíduos, entre outras. Na ocasião a secretária de turismo de Lençóis frisou a importância da participação de todos na elaboração do plano: “é indispensável a participação de moradores, ambulantes, lavadeiras e turistas que fazem uso desse grande atrativo que é o Parque da Muritiba". A conclusão desse plano fora prevista para dezembro de 2023.
Com o objetivo de possibilitar o acesso, compra de ingressos on-line e gestão virtual das atrações, uma empresa local chamada "Janoo" foi criada, sendo premiada em Salvador por seu caráter inovador.